# Grüne Langschwanzeidechse
Die Grüne Langschwanzeidechse oder auch Smaragdschnellläufer (Takydromus smaragdinus, jap. アオカナヘビ, Ao-Kanahebi) ist eine Tierart aus der Gattung der Schnellläufer-Eidechsen (Takydromus). Die Eidechsenart ist auf den japanischen Ryūkyū-Inseln endemisch.

## Merkmale
Die Eidechse hat eine schlanke Figur einschließlich des Kopfes und der Schwanz ist extrem lang. Die Kopf-Rumpf-Länge beträgt 6,2 bis 6,4 cm, jedoch kann die Schwanzlänge ein Vier- bis Fünffaches der Kopf-Rumpf-Länge erreichen. Der namensgebende Schwanz wird zum Balancieren, nicht jedoch zum Greifen verwendet. Die Schuppen auf der Rückseite des Körpers sind größer als die an der Körperseite. Die Eidechse hat eine leuchtend grüne Farbe auf der Oberseite und eine weißlich grüne auf der Unterseite. Sie weist zudem einen trennenden weißen Lateralstreifen auf, der von der Oberlippe die Körperseite entlang verläuft. Bei Männchen ist dieser Streifen an der Körperseite zunächst braun und verblasst im Alter.

## Abgrenzung zu ähnlichen Arten

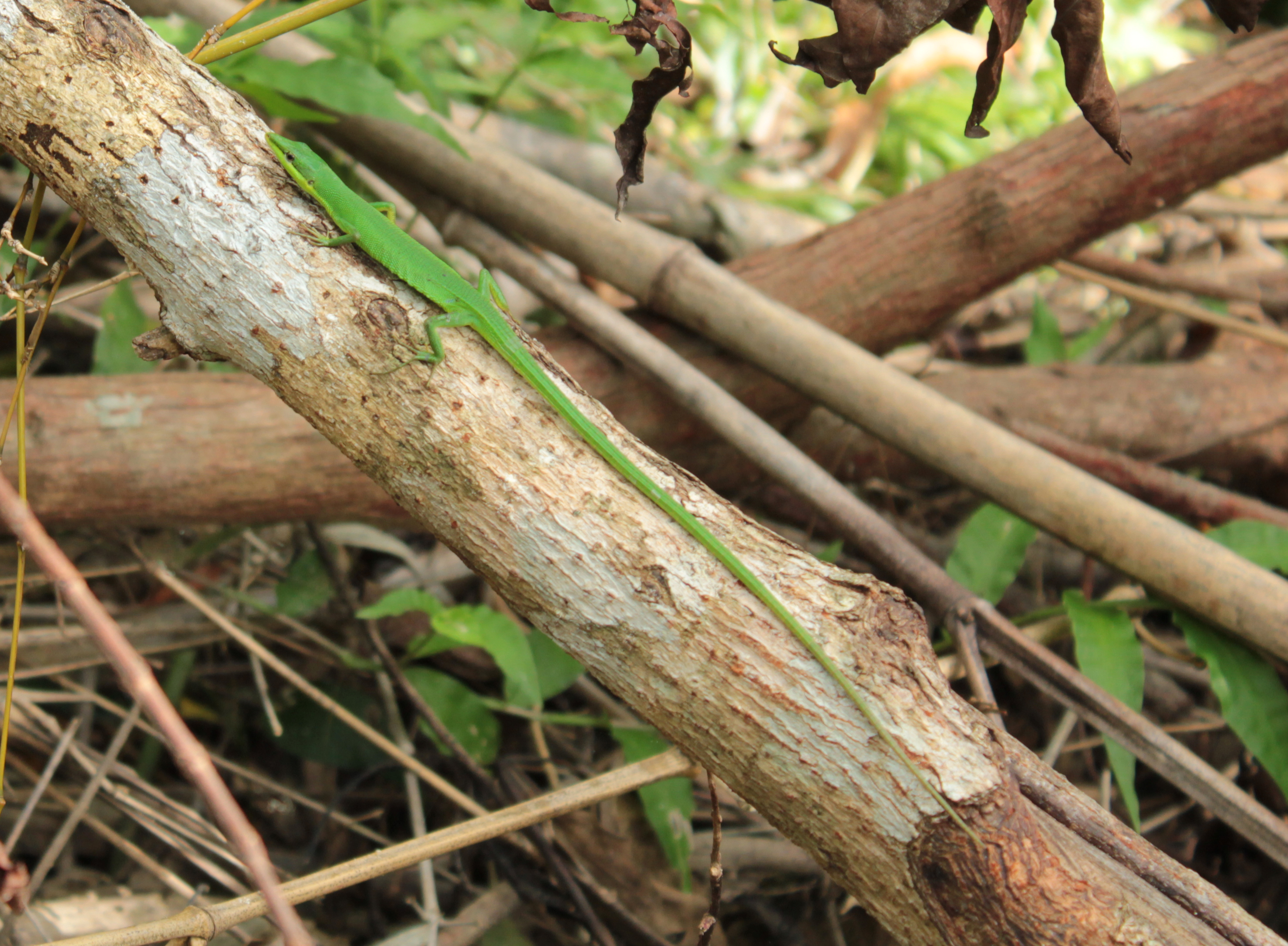
Takydromus dorsalis

Ähnlich aussehende in Japan verbreitete grüne Langschwanzeidechsen sind die Arten Takydromus dorsalis (jap. サキシマカナヘビ, Sakishima-Kanahebi) und Takydromus toyamai (jap. ミヤコカナへビ, Miyako-Kanahebi). Takydromus dorsalis ist auf den Yaeyama-Inseln endemisch und auf der Roten Liste der IUCN als gefährdet eingestuft. Sie hat eine ähnliche Form wie Takydromus smaragdinus, jedoch hat sie keinen weißen oder braunen Lateralstreifen entlang ihrer Körperseite. Zudem sind die Schuppen gleichmäßig fein an der Körperseite und auf dem Rücken. Takydromus toyamai hat weder einen weißen Lateralstreifen noch schwarze Linien am Kopf. Die Schuppen sind ebenso wie bei Takydromus dorsalis am Rücken größer als an der Körperseite. Diese Art wird auf der Roten Liste der IUCN als stark gefährdet eingestuft.
Weitere grüne bis braungrüne Langschwanzeidechsen sind die Arten Takydromus stejnegeri und Takydromus formosanus, die jedoch beide auf Taiwan endemisch sind, sowie Takydromus hani, die in Vietnam verbreitet ist.  Deutlich grün gefärbt ist die in China anzutreffende Art Takydromus sylvaticus.

## Verbreitung und Lebensweise
Die Grüne Langschwanzeidechse ist auf den nördlichen Ryūkyū-Inseln verbreitet. Sie ist tagaktiv und lebt in Busch- und Graslandschaften. Zudem ist sie häufig auf Zuckerrohrplantagen anzutreffen. Weibliche Tiere werden bis zu 4 Jahre alt und männliche 5–6 Jahre.

## Bedrohungen
Sie wird auf der Roten Liste der IUCN als potenziell gefährdet eingestuft. Das Japanische Umweltministerium stuft sie auf den Inseln Okinoerabu-jima und Tokunoshima als lokal gefährdet ein.
Eine Bedrohung stellen eingeführte Raubtiere wie der Kleine Mungo und das Japan-Wiesel dar sowie der Rückgang der natürlichen Lebensräume der Grünen Langschwanzeidechse durch die Urbanisierung und Verwendung von Pestiziden in der Agrarwirtschaft.